# Svartabborrtjärnen (Resele socken, Ångermanland, 703138-156690)
Svartabborrtjärnen är en sjö i Sollefteå kommun i Ångermanland och ingår i Ångermanälvens huvudavrinningsområde.